# Hastati
Die Hastati waren ein Truppenteil der schweren Infanterie während des römischen Reiches.

## Ursprünge
Ursprünglich waren die Hastati eine der fünf Zensusklassen im militärischen Aufgebot Roms. Zu dieser Zeit definierten sich die Bürgerrechte und die Zuordnung zu den Truppenteilen über das Einkommen der Bürger. Je nach Einkommen mussten die männlichen Bürger sich selbst ihre Waffen und Rüstung beschaffen. Die römische Legion kämpfte zu dieser Zeit im Grunde wie die griechische Phalanx, deren Hauptwaffe eine lange Stoßlanze, die Hasta, war.
Die Hastati waren dabei die geringsten und damit am schlechtesten ausgestatteten Soldaten des Hauptaufgebotes der Legion. Da sie meist außer der Hasta nur mit minderwertigen Waffen ausgerüstet waren und als Körperschutz außer Helm und einem Rund- oder Ovalschild (Parma) meist nur eine kleine Brustplatte (Pectorale) besaßen, waren sie für den Nahkampf nach dem Zusammenprall der Schlachtlinien kaum geeignet und standen hinter den voll gerüsteten Principes.

## Frühe Republik
In republikanischer Zeit gingen die Legionen von der vollständig geschlossenen Phalanxformation zu variableren Taktiken mit Aufstellung in Manipeln und Kohorten über. Die Kampfweise der Hastati näherte sich schon der der späteren Legionäre. Fast während der ganzen republikanischen Zeit verschwand dabei die Hasta aus der Ausrüstung der Hastati. Sie trugen nun die typisch römischen Turmschilde (Scutum), Pectorale, zwei Wurfspeere (Pilum), ein Kurzschwert (Gladius) und Helm (Typ Montefortino oder Cassis). Da die Hastati aber immer noch einen leichteren Körperschutz hatten, waren sie mobiler und wurden nun im Angriff oftmals im ersten Ansturm eingesetzt und rückten dazu in die erste Reihe, vor die Principes. Nach dem ersten Zusammenstoß zogen sich die Hastati dann durch die Lücken in der Schlachtaufstellung hinter die schwerer gepanzerten Truppenteile zurück.

## Späte Republik und Kaiserzeit
Nach der Marianischen Reform im 2. Jahrhundert v. Chr., wurde die Zensusaufteilung aufgegeben und die Ausrüstung der Legionäre vereinheitlicht. Die Hastati waren nun jeweils die jüngsten und unerfahrensten Soldaten und standen in der nun üblichen Manipularaufstellung in den ersten Gliedern der Schlachtaufstellung. Die Hastati waren damit keine eigene Truppengattung mehr, sondern nur noch eine Gliederung der homogen ausgerüsteten und ausgebildeten Legion. Vor allem waren sie nun die Einstiegsebene einer Karriere in der Legion. Rekruten wurden also zunächst Hastati und dann je nach Erfahrung und Bewährung zu den Principes und Triarii „versetzt“.
Die Hastati waren zur frühen Kaiserzeit wie die anderen Legionäre ausgerüstet mit:
- Zwei Wurfspießen (Pilum)
- Schwert (Gladius später Spatha)
- (Dolch)
- Helm
- Körperpanzer (vor allem Kettenhemd (Lorica hamata) und Lorica segmentata)
- Schild

## Anzahl
In der frühen Republik, etwa in den Punischen Kriegen, waren 1.200 Hastati bei jeder Legion. Seit der Späten Republik machten die Hastati ein Drittel jeder Legion aus.